# Resolució 1355 del Consell de Seguretat de les Nacions Unides
La Resolució 1355 del Consell de Seguretat de les Nacions Unides fou adoptada per unanimitat el 15 de juny de 2001. Després de reafirmar les resolucions 1234 (1999), 1258 (1999), 1265 (1999), 1273 (1999), 1279 (1999), 1291 (1999) i 1296 (1999), 1304 (2000), 1323 (2000), 1332 (2000) i 1341 (2000) sobre la situació a la República Democràtica del Congo, el Consell va ampliar el mandat de la Missió de les Nacions Unides a la República Democràtica del Congo (MONUC) fins al 15 de juny de 2002.

## Resolució

### Observacions
El preàmbul de la resolució expressava la seva preocupació per les conseqüències humanitàries del conflicte a la República Democràtica del Congo i, en tot cas, les violacions dels drets humans contra la població, particularment a l'est del país. També hi havia preocupació per l'ús de nens soldat. També va reafirmar l'Acord d'alto el foc de Lusaka i altres plans de redistribució i retirada. Va concloure determinant que la situació a la regió constitueix una amenaça per a la pau i la seguretat internacionals a la regió.

### Actes

#### A
Actuant sota el Capítol VII de la Carta de les Nacions Unides, el Consell va expressar la seva satisfacció que hi havia una observança general de l'alto el foc. Va exigir que el Front d'Alliberament del Congo es desvinculés i redistribuís d'acord amb els plans i compromisos prèviament acordats realitzats a la missió del Consell de Seguretat que va visitar la regió. El Consell va tornar a exigir que Uganda, Ruanda i altres forces estrangeres es retiressin immediatament de la República Democràtica del Congo. Hi havia preocupació per les operacions militars havien tingut lloc a Kivu i es va instar al Reagrupament Congolès per la Democràcia a que desmilitaritzés Kisangani. Totes les parts, inclòs el govern de la República Democràtica del Congo, havien de cessar el suport als grups armats. Mentrestant foren condemnades les incursions de grups armats a Ruanda i Burundi.
El Consell de Seguretat, destacant els esforços diplomàtics per resoldre la crisi, va acollir amb beneplàcit el diàleg entre la República Democràtica del Congo i Burundi i va subratllar que la pau en el primer no s'hauria d'aconseguir a costa de la pau en aquest últim. També es va celebrar el diàleg entre els partits congolesos. Va condemnar les massacres, l'ús de nens soldats i atacs al personal humanitari i va recordar a les parts les seves obligacions segons el Quart Conveni de Ginebra. Va cridar a la comunitat internacional a que augmentés l'ajuda humanitària a la regió.
La resolució va ressaltar que l'explotació il·legal dels recursos naturals del país havia de finalitzar i esperava un informe d'un panell establert per investigar la qüestió. Va subratllar la importància del vincle entre el progrés en el procés de pau i la recuperació econòmica i va acollir amb beneplàcit la reobertura del riu Congo i el riu Ubangui i l'establiment de la Comissió de la Conca del Riu Congo per dirigir el trànsit fluvial. El Consell va assenyalar que només s'aconseguirà la pau si tots els països de la regió definien normes per promoure la seguretat i el desenvolupament.

#### B
El Consell de Seguretat va ampliar el mandat de la MONUC i va demanar al secretari general Kofi Annan que formulés recomanacions sobre com MONUC podia controlar l'execució dels plans de retirada. Va autoritzar la missió de la MONUC per assistir al procés de desarmament, desmobilització, rehabilitació i reintegració que impliqui grups armats. També es va demanar al Secretari General que ampliés el component civil de la MONUC, particularment en matèria de drets humans i dret internacional humanitari.
La resolució va aprovar el concepte de operacions revisat del Secretari General per a la MONUC, que va incloure la creació d'un component de policia civil. Va assenyalar la necessitat de millorar la capacitat d'informació pública mitjançant l'establiment d'emissores de radiodifusió de les Nacions Unides. Finalment, es va demanar a les parts que cooperessin plenament amb la missió de la UNMOC i vetllessin per la seguretat del personal de les Nacions Unides.